# Odorrana gigatympana
Odorrana gigatympana är en groddjursart som först beskrevs av Orlov, Ananjeva och Ho 2006.  Odorrana gigatympana ingår i släktet Odorrana och familjen egentliga grodor. IUCN kategoriserar arten globalt som otillräckligt studerad. Inga underarter finns listade i Catalogue of Life.